# أيمن فتيني
أيمن فتيني لاعب كرة قدم سعودي.

## مسيرة اللاعب
تدرج في درجتي الناشئين والشباب في نادي النصر.
نال ثقة المدرب النصراوي كارينيو وتعتبر أول مباراة له مع الفريق الأول هي مباراة النصر والهلال التي انتهت نصراوية بهدف السهلاوي واستمر بعدها مع الفريق الأول وشارك في عدة مباريات وقدم مستوى ملفت .
أعاره النصر في بداية سنة 2015 إلى نادي الخليج لمدة 4 شهور
عاد بعدها إلى النصر ولعب في موسم 2015-2016 لفترات قليلة .
أعاره النصر إلى نادي الرائد في عام 2016 وانتقل إلى نادي أحد عام 2017 وانتقل إلى نادي العروبة في عام 2018 وانتقل إلى نادي حطين في عام 2019 وبعدها عاد إلى نادي العروبة ولعب بعدها مع نادي الرياض ونادي الجندل ونادي النعيرية ونادي مضر.

## الحياة الشخصية
أيمن هو الشقيق الأصغر للاعب علي فتيني.

## روابط خارجية
- أيمن فتيني على موقع Soccerway.com (الإنجليزية)